# Gasa

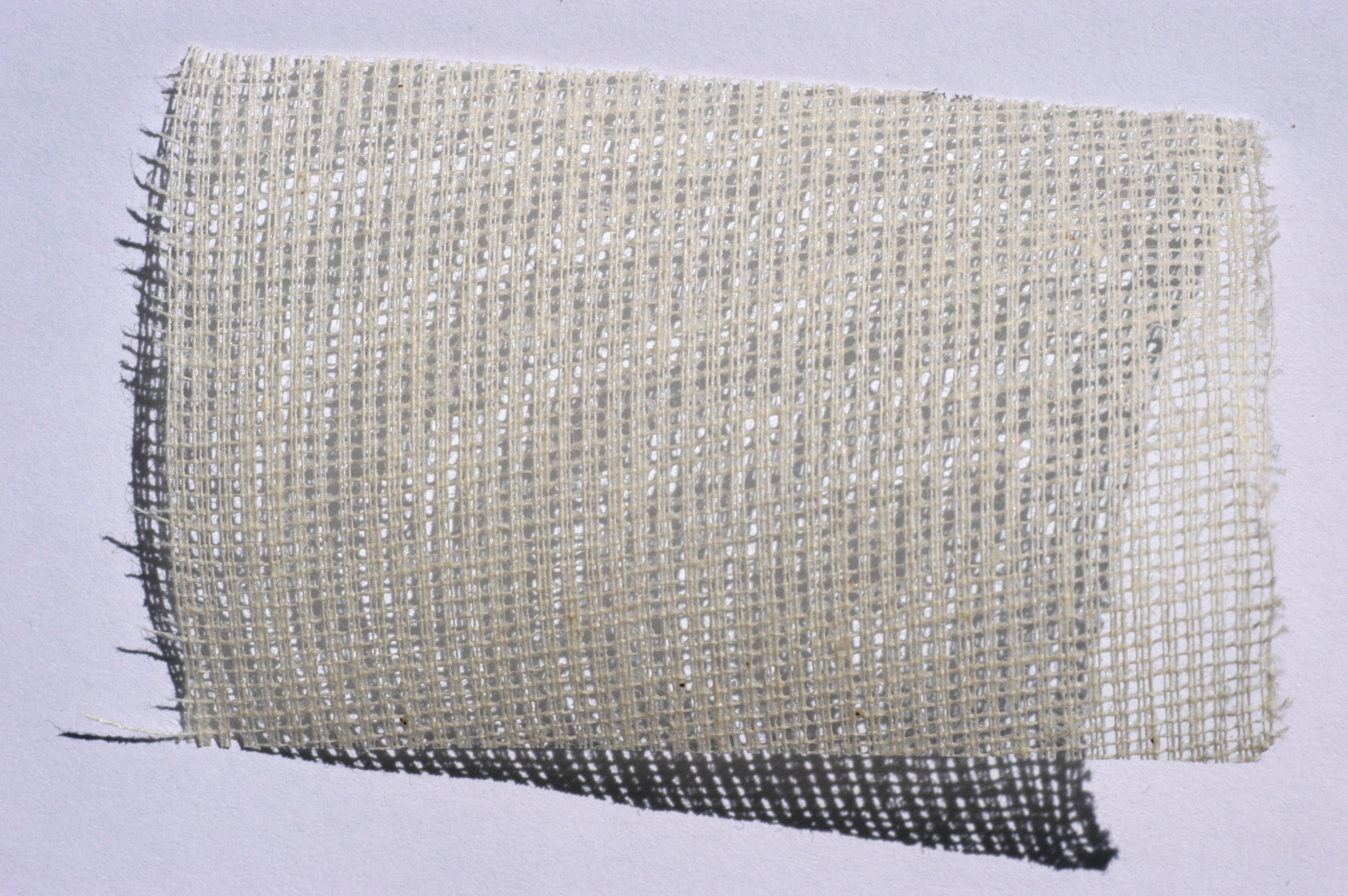
Gasa

Una  gasa  és una tela lleugera, translúcida de lligat tafetà amb més o menys fils. Hi ha malles per a aquest procés de molts tipus i diferents fils usats. La gasa de cotó ha estat tradicionalment utilitzada en compreses i benes per cobrir i protegir ferides sense impedir el contacte amb l'aire. La paraula prové de la regió de Gaza on tradicionalment aquests teixits van ser fabricats.
Tradicionalment la gasa hidròfila està feta de cotó, la més utilitzada en aplicacions medicals, sense aprest i esterilitzada. També se'n fan de niló o poliamida, usada en treballs en què cal adaptar-se a la superfície irregular on és estimada per la seva qualitat elàstica; en polièster, per la seva estabilitat dimensional i resistència a la friccióo, i en acer inoxidable per a aplicacions en electrònica, utilitzada per a materials i tintes conductives o resistives.
Es fabriquen antiestàtiques amb polièster i poliamida, recoberta de carboni per eliminar la càrrega estàtica. Són molt útils per a la impressió de plàstic, encara que s'utilitzen molt poc. També s'utilitza per fabricar mosquiteres.

## Estructures de fil
- Monofilament:  Ofereix uniformitat en el teixit, és el més utilitzat.
- Multifilaments:  és un trenat de fils i cada trena substitueix a un fil del monofilament. De gran rugositat, s'utilitza en grans tirades. El desavantatge és que es pot trencar un fil obturant la pantalla. És més car que el monofilament.
- Tafetà:  teixit per sobre i per baix, amb trama. (Creuat Simple)
- Sarja:  existeixen dos tipus de teixit de sarja, es teixeixen dos per sota un per sobre o bé dos per sobre dos per baix (Medi creuat o creuat complet respectivament.

## Materials amb els que es fabrica
- Nylon  o  poliamida:  usada en treballs en què cal adaptar-se a la superfície irregular. Material molt elàstic i això és un gran avantatge. Es poden usar gairebé totes les lineatures.

- Polièster:  per a la majoria de teles. Ofereix una major estabilitat dimensional i té una gran resistència a la fricció, fins i tot que acumula gran electricitat estàtica. És el més usat per a tèxtils.

- Antiestàtiques:  es fabriquen amb polièster i poliamida i es recobreixen amb carboni per eliminar la càrrega estàtica. Són molt útils en l'entorn dels plàstics, encara que s'utilitzen molt poc.

- Teixits no teixits:  són pantalles sense fils. S'empren en estampació tèxtil o d'etiquetes

- Acolorides:  ofereixen qualitat i fidelitat. Les de color vermell donen molts problemes el registre, les taronges són més fàcils per a registrar i les grogues molt més, de manera que s'estalvia temps.

- Calandres:  són de 140 fils o més, fines, i s'utilitzen per a imprimir amb tintes d'assecatge UV.